# 田中正徳
田中 正徳（たなか まさのり、1956年9月17日 - ）は、日本の実業家。個別指導塾松陰塾を運営するショウイングループ会長。学校法人明倫学園　萩明倫館高等学校理事長。一般社団法人日本語力検定協会（旧：日本漢字習熟度検定協会）理事長。株式会社ショウインホールディングス代表取締役。

## 経歴
1956年、福岡市に生まれる。1975年、福岡県立福岡高等学校卒業。1980年、福岡大学工学部建築学科卒業。1980年、積水ハウス株式会社入社、退社。1980年、個別指導学習塾を設立。2006年、株式会社ショウイン　代表取締役就任。2012年、一般社団法人日本語力検定協会（旧：日本漢字習熟度検定協会）理事長就任。2023年、株式会社ショウインホールディングス代表取締役就任。2024年、学校法人明倫学園、萩明倫館高等学校、理事長就任。
「ショウイン式」創始者。以来30年以上にわたり、一貫して個別指導塾を運営する。パソコンが普及する以前から、独自にデジタル教材の開発を始め、1993年から導入。
小・中・高生向けに通塾型の完全個別「松陰塾」を開校するほか、自宅で学ぶ「松陰スタディ」も運営。AI-Showinシステム開発の他、旺文社からライセンス許諾を受けて開発した「英検ネットドリル」、日本語力検定協会の公式教材「moji蔵」他各種検定試験対策のネット教材の開発も行う。

## 著書
- 小中学生が通う・現代版「松下村塾のつくりかた」（2015年9月15日、海鳥社）ISBN 4874159591
- AI時代衝撃「教えない学習塾」成功の秘密！！（2019年12月6日、海鳥社）ISBN 4866560592
- 吉田松陰の「志」を今に継ぐ！教えない学習塾「松陰塾」の挑戦（2024年11月25日、致知出版） ISBN 4800913187

## 受賞
- 2024年（令和6年）- 紺綬褒章 mykoho.jp/article/352047/8756793/8839202